# Jeanne de Dammartin
Jeanne de Dammartin, née vers 1220, morte le 16 mars 1279 à Abbeville, comtesse d'Aumale (1237-1279) et de Ponthieu (1251-1279), est la fille de Simon de Dammartin, comte d'Aumale, et de la comtesse Marie de Ponthieu.

## Biographie
Son père la fiance vers 1230, mais le roi Louis IX fait annuler les fiançailles. Elle épouse en premières noces en 1237 à Burgos Ferdinand III de Castille (1199 † 1252), roi de Castille et de León, avec qui elle a cinq enfants :
- Ferdinand (1238 † 1264), comte d'Aumale ;
- Éléonore (1241 † 1290), comtesse de Ponthieu et de Montreuil, mariée en 1254 à Édouard Ier, roi d'Angleterre ;
- Louis de Castille, seigneur de Marchena et de Zuheros ;
- Simon de Castille (1244 † mort jeune) ;
- Jean de Castille (1244 † mort jeune).

À la mort de son mari, elle se retire en France et revient dans ses comtés. Elle épouse vers 1254 Jean de Nesle († 1292), seigneur de Falvy et de La Hérelle, qui gouverne le Ponthieu en son nom, et ils ont deux enfants :
- Guy de Nesle, seigneur de Harcelaines et de Hocquincourt ;
- Ide ou Philippa de Nesle, mariée à Robert VIII Bertrand de Bricquebec.

En 1259, à la mort de sa cousine Mathilde, comtesse de Boulogne et de Dammartin, elle tente d'obtenir les comtés de cette dernière, mais le Parlement de Paris tranche en 1262 en attribuant le comté de Boulogne à Adélaïde de Brabant et le comté de Dammartin à Mathieu de Trie.

### Histoire de La Maison de Dammartin-en-Goële
- Jean-Noël Mathieu, Recherches sur les premiers comtes de Dammartin, t. XLVII, Paris, coll. « Paris et Ile-de-France. Mémoires (Fédération des sociétés historiques et archéologiques de Paris et Île-de-France) », 1996, 58 p. (lire en ligne). « Les comtes de Dammartin-en-Goële appartiennent à cette catégorie intermédiaire des grandes familles issues de la noblesse carolingienne qui, sans avoir su, à l’aube de la féodalité, constituer une principauté territoriale, ont cependant tenu une place non négligeable dans les préoccupations des premiers rois capétiens. S’agissant des Dammartin, ces préoccupations ont connu leur point culminant lorsque, au temps de Philippe-Auguste, Renaud comte de Dammartin et comte de Boulogne par sa femme, se fit le champion de la coalition montée contre le roi de France, qui trouva sa fin à Bouvines. L’objet de cet article est de clarifier l’histoire de cette importante famille, en particulier grâce à une exploitation systématique des archives anglaises. Il apparaît que les connexions du lignage de Dammartin avec la féodalité anglo-normande sont beaucoup plus anciennes et étroites qu’on ne pouvait le penser. L’article est composé de sept parties et d’une annexe comprenant des arbres généalogiques : I – Les origines du lignage de Dammartin, II – Le comte Hugues de Dammartin, III – Pierre comte de Dammartin. Sa succession, IV – Clémence comtesse de Dammartin, V – Aubri comte de Dammartin. Son origine, VI – La branche anglaise des Dammartin, VII – Le comte Aubri et son fils Renaud jusqu’au mariage de Boulogne (1190) »